# 고스포트 버러 FC
고스포트 버러 FC(영어: Gosport Borough Football Club)는 잉글랜드 햄프셔주 고스포트에 위치한 세미프로 축구단이다. 1944년에 창단되었으며, 서던 풋볼 리그에 참가하고 있다.